# Shi Yuguang
Shi Yuguang ist ein chinesischer Mathematiker, der sich mit Riemannscher Geometrie befasst. Er ist Professor an der Universität Peking.
In der westlichen Literatur als Yuguang Shi zitiert.

## Leben
Shi wurde 1996 an der Chinesischen Akademie der Wissenschaften bei Weiyue Ding promoviert (Regularity and Existence Theory for Harmonic Maps from Manifolds with Bounded Measurable Riemannian Metrics).
2010 erhielt er den ICTP Ramanujan Prize für Beiträge zur Theorie nicht-kompakter vollständiger Riemann-Mannigfaltigkeiten, speziell für seinen Beweis der Positivität quasi-lokaler Masse und der Starrheit asymptotischer hyperbolischer Mannigfaltigkeiten. Die Untersuchungen spielen eine Rolle für die schwierigen Fragen der streng mathematischen Definition von Masse und Energie in der Allgemeinen Relativitätstheorie (wozu auch der Nachweis von deren jeweiliger Positivität gehört).

## Schriften
- mit Luen-Fai Tam: Quasi-local mass and the existence of horizons. Preprint 2005, arxiv:math/0511398
- mit Luen-Fai Tam: Positive mass theorem and the boundary behaviors of compact manifolds with nonnegative scalar curvature. In: Journal of Differential Geometry, Band 62, 2002, S. 79–125
- mit Xu-Qian Fan, Luen-Fai Tam: Large-sphere and small-sphere limits of the Brown-York mass. In: Communications in Analysis and Geometry, Band 17, 2009, S. 37–72
- mit Gang Tian: Rigidity of asymptotically hyperbolic manifolds. In: Communications in Mathematical Physics, Band 259, 2005, S. 545–559
- mit Xue Hu, Jie Qing: Regularity and rigidity of asymptotically hyperbolic manifolds. In: Advances in Mathematics, Band 230, 2012, S. 2332–2363